# Selim III Giray
Selim III Giray (1713-1786) fou kan de Crimea (1764-1767). Era fill de Fetih II Giray i va succeir a Qırım Giray.
Va nomenar Mehmed Giray com a khalgay i Qırım Giray com a nureddin. Enfrontat als russos va intentar expulsar al cònsols russos de Bakhtxisarai, però finalment la situació fou reconduïda amb l'entrega de pells i de rubles. A la primavera del 1765 fou cridat a Constantinoble per fer els tradicionals juraments i concertar mesures amb el diwan otomà; va arribar a la capital imperial el 27 de juny de 1765. Va insistir amb els otomans que s'havia de pressionar a Rússia per la demolició dels forts que havien construït a Kabarda. El 1766 va insistir en aquesta política i el març de 1767 fou deposat. Arslan Giray fou cridat per segona vegada al tron.
El novembre de 1770 en ser deposat Qaplan II Giray fou nomenat Maqsud Giray per segona vegada però no va arribar a prendre possessió i el febrer de 1771 fou designat Selim III que va nomenar khalgay a Mehmed Giray i nureddin a Qırım Giray (segurament el fill d'Halim Giray, conegut també com a Kashikbash). Es va establir als quarters d'hivern de l'exèrcit turc a Babatagh i va fer front a dos exèrcits russos: un que va marxar a Moldàvia manat pel comte Rumanzev, i un altre que es va dirigir a Crimea manat pel príncep Basili Dolgomki, més tard anomenat "El Crimeà"; aquest darrer va dividir el seu exèrcit en dues parts, una de les quals va forçar la línia de fortificacions de Perekop defensada per Selim III Giray, mentre l'altra va creuar l'estre de Yeinitshi i va conquerir la fortalesa d'Arabat. En la mateixa campanya els otomans van perdre Kaffa, Kertx i Yenikalehi mentre que Gosleve, Balaklava i Balbek a Crimea, i Tainan, foren també ocupades pels russos
Després d'això Selim III es va haver de declarar vassall de l'emperadriu Caterina la Gran i es va comprometre a enviar dos fills com a ostatges a Sant Petersburg. Quan no ho va fer la seva residència fou assetjada per tropes russes, però el kan va aconseguir fugir amb la seva família cap a Constantinoble. Sahib II Giray fou posat al tron pels russos mentre els otomans designaven per segona vegada a Maqsud Giray.
Selim III va viure a Istanbul quinze anys fins, gaudint d'una pensió i un sou considerables. El 1778 Selim III Giray va penetrar a Crimea amb suport otomà i va aconseguir algunes avantatges, rebent el nomenament com a kan de la Porta, però Şahin Giray, després de signar una treva de 21 dies, la va trencar i amb suport dels russos el va derrotar i es va haver d'embarcar a uns vaixells turcs a Balaklava, cap a Sinope. Un segon intent de Selim III el setembre de 1778, va ser rebutjat.
Va morir amb 73 anys el 1786, sent enterrat a la mesquita d'Ayaz Pasha.